# ماريا تيريزا منديز
ماريا تيريزا منديز (بالإسبانية: María Teresa Méndez)‏ هي مصارعة الهواة إسبانية، ولدت في 29 أكتوبر 1982 في مدريد في إسبانيا.

## وصلات خارجية
- ماريا تيريزا منديز على موقع قاعدة بيانات المصارعة الدولية (الإنجليزية)
- ماريا تيريزا منديز على موقع أوليمبيديا (الإنجليزية)